# Nguyễn Lý
Nguyễn Lý hay Lê Lý (1374 - 1445) là tướng quân Lam Sơn, công thần khai quốc nhà Lê sơ trong lịch sử Việt Nam. Ông tham dự Hội thề Lũng Nhai, tham gia khởi nghĩa từ buổi đầu, lập chiến công ở Lạc Thủy, Thi Lang, Trà Lân, Nghệ An, trận Chi Lăng Xương Giang. Sau chiến tranh ông được phong làm Hương thượng hầu, nhập nội tư mã, tham dự triều chính, Suy trung tán trị Hiệp mưu công thần làm quan trải 2 đời vua Lê Thái Tổ, Lê Thái Tông.

## Xuất thân
Nguyễn Lý, người thôn Dao Xá, thuộc Lam Sơn, huyện Thủy Nguyên – nay là xã Xuân Lam, huyện Thọ Xuân, Thanh Hóa, Việt Nam.

## Tham gia Khởi nghĩa Lam Sơn

### Những năm đầu khởi nghĩa
Nguyễn Lý là người tham gia khởi nghĩa Lam Sơn từ ngày đầu. Từ năm 1416, ông đã cùng dự Hội thề Lũng Nhai với Lê Lợi và 16 người khác. Sách Đại Việt thông sử chép rằng:Khi vua cùng 18 người bề tôi thân cận liên danh hội thề, ông cũng có trong số đó.
Mùa xuân, tháng giêng, ngày Canh Thân, năm Mậu Tuất (1418) Lê Lợi khởi binh ở Lam Sơn, Nguyễn Lý theo vua Thái Tổ khởi nghĩa nghĩa binh, làm Thứ thủ vệ kỵ binh trong quân Thiết đột, trải bao khó khăn gian khổ, hết lòng giúp vua.
Ngày mồng 9, tháng Giêng, năm Mậu Tuất (1418), nội quan nhà Minh Mã Kỳ đem đại binh tới uy hiếp nghĩa quân ở Lam Sơn. Lê Lợi lui quân đến Lạc Thủy đặt quân mai phục chờ đánh.
Ngày 13, Mã Kỳ kéo quân đến, Lê Lợi tung hết quân mai phục xông ra đánh. Lê Thạch, Đinh Bồ, Lê Ngân, Nguyễn Lý...dẫn đầu xông vào trận, chém hơn 3000 người, thu quân tư, khí giới rồi dời quân lên núi Chí Linh.
Mùa xuân, năm Canh Tý, (1420), Lê Lợi đóng quân ở Mường Thôi, Lý Bân, Phương Chính có 10 vạn quân, được Cầm Lạn ở Quỳ châu dẫn đường tiến vào chỗ Lê Lợi đóng quân. Lê Lợi sai Nguyễn Lý cùng với Phạm Vấn, Lý Triện đem mấy nghìn khinh binh đi trước, để đón đường chặn đánh, rồi đặt phục binh ở xứ Bò Mộng. Quân Minh tới, nghĩa quân đánh phá, đại thắng. Quân Minh vẫn ỷ vào thế mạnh, vẫn cứ tiến vào, định đánh tới doanh trại Lê Lợi. Lê Lợi sai phục binh đợi, nghĩa quân dồn quân đánh úp ở Thi Lang, đại thằng. Chém hơn 3000 người, Lý An, Phương Chính chỉ chạy thoát thân. Nghĩa quân đuổi sáu ngày đêm mới ngừng, rồi tiến quân ra đóng trại Ba Lẫm ở Lỗi Giang.
Tiếp đó, Nguyễn Lý tham gia giữ Lam Sơn, đánh Trà Lân, tấn công công cửa Khả Lưu, bao vây Nghệ An, trải mấy chục trận, ông đều có công lớn, lần lượt thăng đến Thiếu úy.

### Vây thành Xương Giang, Đông Quan, phá tan viện binh
Năm 1426, Lý Triện, Đinh Lễ, Nguyễn Xí, Đỗ Bí cầm 2 cánh quân đánh bại Vương Thông ở trận Tốt Động, Chúc Động, thành Đông Quan bị vây. Vương Thông muốn hòa, rốt cuộc nghe lời các ngụy quan người Việt, đắp thành cố thủ, gọi thêm viện binh.
Lê Lợi sai các tướng chia quân đi đánh các thành: Quốc Hưng đánh hai thành Điêu Diêu, và Thị Cầu; Trịnh Khả và Lê Khuyển đánh thành Tam Giang; Lê Sát, Lê Thụ, Nguyễn Lý, Lê Lãnh và Lý Triện đánh thành Xương Giang; Lê Lựu và Lê Bôi đánh thành Khâu Ôn
Năm Đinh Mùi, 1427, mùa xuân tháng Giêng, nghĩa quân bao vây thành Đông Quan. Sau cái chết của Đinh Lễ, Lý Triện, những người trước đó được lệnh giữ cửa Nam thành Đông Quan; Lê Lợi sai Tư không Đinh Lễ, Thiếu úy Lê Sát, Nguyễn Lý, Trịnh Lỗi, Nguyễn Chích thay thế.
Viên chỉ huy nhà Minh là Kim Dận cho rằng thành Xương Giang nằm ngay trên đường về của quân Minh, nên cùng với viên quan mới bổ đến là Lý Nhậm liều chết cố thủ. Trải qua 6 tháng cầm cự với các quân Khoái Châu, Lạng Giang, quân Minh vừa đánh vừa giữ, khiến nghĩa quân không thể lên được thành. Lê Lợi sai Thái úy Trần Nguyên Hãn, Tư mã Lê Sát, thiếu úy Lý Triện, Lê Lý đắp đất, mở đường, dùng câu liêm, giáo dài, nỏ cứng, tên lửa, súng lửa, bốn mặt đánh vào, hạ được thành Xương Giang, Kim Dận, Lý Nhậm đều tự sát. Được hơn 10 ngày thì viện binh quân Minh tới nơi, nhưng thành đã bị hạ.
Cũng trong tháng 9 năm 1427, Lê Sát đã chém được Liễu Thăng ở Chi Lăng nhưng quân Minh vẫn đông và mạnh. Nguyễn Lý được lệnh cùng Lê Văn An mang 3 vạn quân lên tiếp ứng cho Lê Sát, giết được tướng Minh là Lương Minh. Quân Minh dưới quyền chỉ huy của Thôi Tụ và Hoàng Phúc cố tiếp tục tiến về Đông Quan, nhưng đến Xương Giang mới biết thành bị quân Lam Sơn hạ rồi, phải đóng quân ở giữa đồng không. Tháng 10 âm lịch, ông cùng các tướng Lam Sơn tổng tấn công giết và bắt sống toàn bộ số quân Minh còn lại của đạo viện binh dưới quyền Thôi Tụ. Khởi nghĩa Lam Sơn thắng lợi.

## Phong thưởng
Năm Thuận Thiên thứ nhất (1428), Nguyễn Lý được phong làm Nhập nội tư mã, tham dự triều chính, Suy trung tán trị Hiệp mưu công thần. Năm 1429, tháng 5, ban biển ngạch công thần cho 93 viên, Nguyễn Lý được phong Hương thượng hầu, cùng với Lê Văn Linh, Bùi Quốc Hưng, hàng thứ 3.

## Tham dự triều chính

### Triều vua Lê Thái Tổ
Tháng Giêng năm 1429, ông cùng 6 vị đại thần khác được lệnh mang kim sách lập quốc vương và hoàng thái tử.
Năm 1430, ông được phong làm Nhập nội kiểm hiệu tư không.

### Triều vua Lê Thái Tông
Năm 1433, Thái Tổ mất, Lê Thái Tông lên thay, Lê Sát làm phụ chính. Do bị Lê Sát ghét, năm 1434, ông bị đưa đi làm Đô tổng đốc lộ Thanh Hóa. Đến tháng 6 năm đó lại đổi làm đồng Tổng quản lộ Bắc Giang hạ.
Năm 1437, Lê Sát bị bãi chức Tể tướng, ông được gọi về làm Nhập nội thiếu úy, tham tri việc quân ở các vệ thuộc Tây đạo.
Năm Thái Hòa thứ 3 (1445), đời Lê Nhân Tông, ông mất, không rõ bao nhiêu tuổi.

## Truy phong
Năm 1484, Lê Thánh Tông truy tặng ông làm Thái bảo Phúc quốc công.
Tên ông được đặt tên cho một con đường ở quận Tân Phú, Thành phố Hồ Chí Minh, Việt Nam, đường Nguyễn Lý.

## Hậu thế ghi công
Đền Ngọc Lan thuộc quần thể khu di tích lịch sử Lam Kinh (căn cứ địa của cuộc khởi nghĩa Lam Sơn) cách TP.Thanh Hoá 51 km về phía Tây Bắc, thuộc xã Xuân Lam- huyện Thọ Xuân, được bộ Văn hoá Thông tin (cũ) xếp hạng là khu di tích lịch sử cấp quốc gia vào năm 1962. Đền hiện thờ Công chúa Ngọc Lan và bảy vị Công thần Khai quốc của nhà Lê; đó là các vị đại thần Lưu Nhân Chú, Phạm Vấn, Lê Sát, Lê Ngân, Nguyễn Lý, Lê Văn Linh và Bùi Quốc Hưng. Tên của ông được đặt cho một con đường ở phường Hiệp Tân thuộc quận Tân Phú của Thành phố Hồ Chí Minh.